# Elbaue Werben und Alte Elbe Kannenberg
Elbaue Werben und Alte Elbe Kannenberg este o arie protejată (arie specială de conservare — SAC, sit de importanță comunitară — SCI) din Germania întinsă pe o suprafață de 2.212 ha, integral pe uscat.

## Localizare
Centrul sitului Elbaue Werben und Alte Elbe Kannenberg este situat la coordonatele 52°49′58″N 12°02′32″E / 52.8328°N 12.0422°E.

## Înființare
Situl Elbaue Werben und Alte Elbe Kannenberg a fost declarat sit de importanță comunitară în octombrie 2000 pentru a proteja 17 specii de animale. Situl a fost protejat și ca arie specială de conservare în decembrie 2018.

## Biodiversitate
Situată în ecoregiunea continentală, aria protejată conține 10 habitate naturale: Vegetație psamofilă uscată cu pășuni deschise de Corynephorus și Agrostis, Lacuri eutrofice naturale cu vegetație de tip Magnopotamion sau Hydrocharition, Râuri cu maluri nămoloase cu vegetație de Chenopodion rubri p.p. și Bidention p.p., Liziere de ierburi înalte hidrofile de câmpie și de nivel montan până la alpin, Pajiști aluvionare inundabile, de Cnidion dubii, Fânețe de joasă altitudine (Alopecurus pratensis, Sanguisorba officinalis), Păduri de stejar sau de stejar și carpen sub-atlantice și medio-europene de Carpinion betuli, Păduri acidofile de stejar bătrân cu Quercus robur pe câmpii nisipoase, Păduri aluvionare cu Alnus glutinosa și Fraxinus excelsior (Alno-Padion, Alnion incanae, Salicion albae), Păduri mixte riverane de Quercus robur, Ulmus laevis și Ulmus minor, Fraxinus excelsior sau Fraxinus angustifolia, de-a lungul marilor râuri (Ulmenion minoris).
La baza desemnării sitului se află mai multe specii protejate:
- amfibieni (2): buhai de baltă cu burta roșie (Bombina bombina), triton cu creastă (Triturus cristatus)
- mamifere (2): castor (Castor fiber), vidră de râu (Lutra lutra)
- nevertebrate (4): croitorul mare al stejarului (Cerambyx cerdo), rădașcă (Lucanus cervus), Ophiogomphus cecilia, Osmoderma eremita Complex
- pești (9): Alosa alosa, avat (Aspius aspius), Cobitis taenia Complex, Lampetra fluviatilis, țipar (Misgurnus fossilis), Petromyzon marinus, boarță (Rhodeus amarus), Romanogobio belingi, somonul (Salmo salar)

Pe lângă speciile protejate, pe teritoriul sitului au mai fost identificate 13 specii de plante, 8 specii de amfibieni, 9 specii de mamifere, 13 specii de nevertebrate, 4 specii de pești, 3 specii de reptile.